# Schulerloch
Das Schulerloch ist eine Tropfsteinhöhle im Altmühltal bei Essing im Landkreis Kelheim, Niederbayern in Bayern.

## Beschreibung

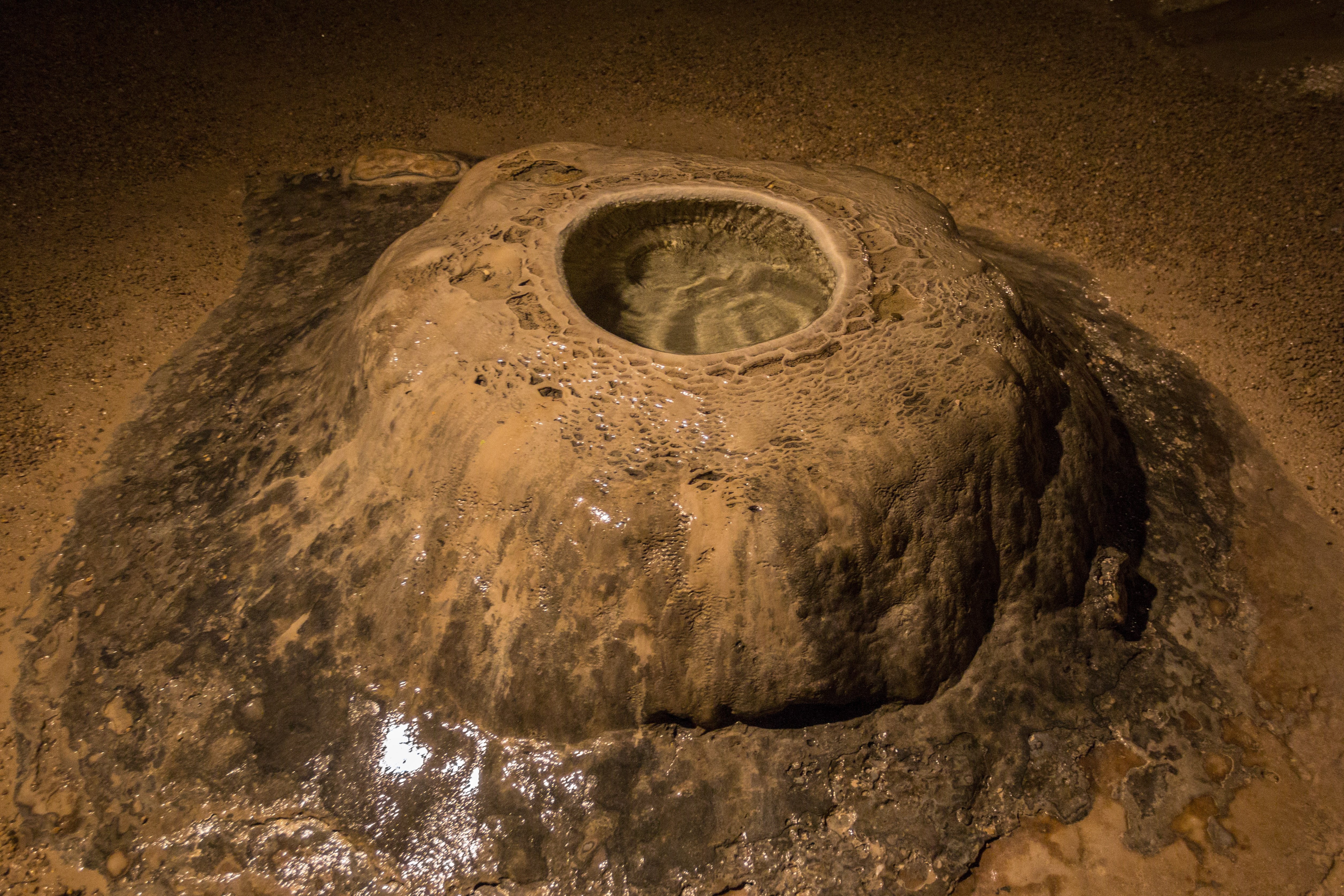
Sinterbecken

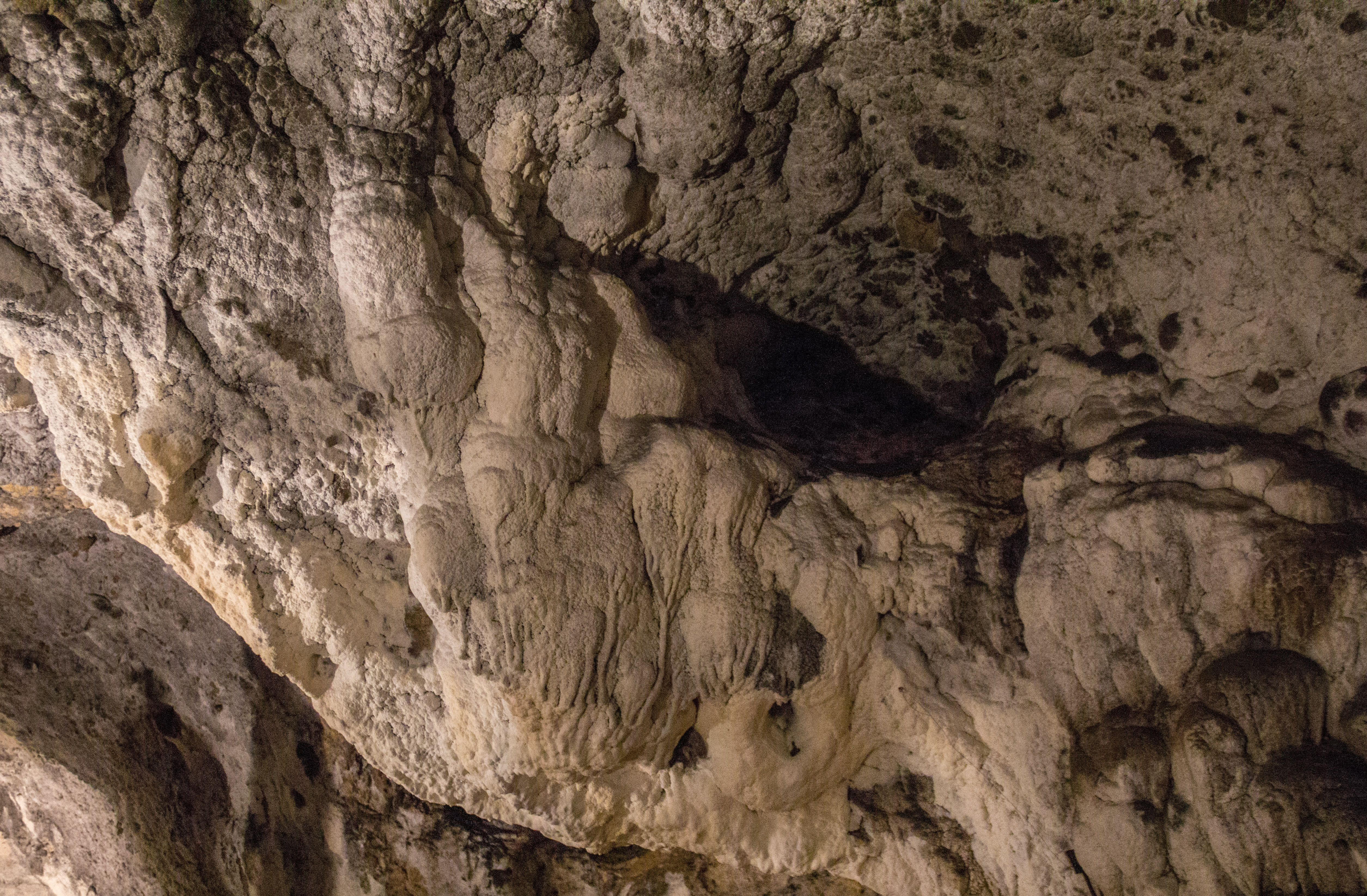
Deckensinter

Die 420 Meter lange Höhle im Jurakalk befindet sich 55 Meter über der Talsohle der Altmühl und zählt zu den längsten Höhlen im Bereich des Unteren Altmühltales. Der größte Raum ist 793 m² groß.
Im Höhlenkataster Fränkische Alb (HFA) ist das Schulerloch als H 1 registriert. Das Schulerloch ist vom Bayerischen Landesamt für Umwelt als Geotop (273H001) und Naturdenkmal ausgewiesen sowie das angrenzende Gelände als Naturschutzgebiet Schulerloch ausgewiesen.
Bemerkenswert sind hier einige an Wasserbecken erinnernde Sinterbecken und der blumenkohlartige Sinterschmuck an der Höhlendecke.
Die Schauhöhle kann nur im Rahmen von Führungen besichtigt werden und dient wegen ihrer Akustik auch für verschiedene Veranstaltungen. Im Frühjahr 2015 wurde in der Haupthalle eine multimediale Lichtshow installiert. Von November bis März ist sie zum Schutz der überwinternden Fledermäuse geschlossen.

## Geschichte
Als erstes beschrieb der Mönch Edmund Schmid aus dem Kloster Weltenburg die Höhle,  in einem inzwischen verloren gegangenen Dokument. Erstmals erwähnt wurde das Schulerloch in einem Brief von 1783. Darin wird behauptet, dass die Höhle als Rückzugsort bayerischer Herzöge diente. Der Kelheimer Arzt und Naturkundler Mathias Brunnwieser, dessen Bericht von 1789 sieben Jahre später von Franz von Paula Schrank (1747–1835) in einer Aufsatzsammlung postum publiziert wurde, hatte den Zugang als „beschwerlich“ beschrieben. Franz von Paula Schrank berichtete zugleich, dass der Name der Höhle daher komme, dass „einige Schulknaben hineingegangen“ seien, „und weil sie den Weg nicht wieder heraus fanden, elendig darinnen umgekommen seyn [s]ollen.“
Der Richter und Landrat im Regenkreis Anton von Schmaus erwarb 1825 das Gebiet mit der Höhle und ließ am Eingang einen Aussichts- und einen Wohnturm errichten und über dem Eingang eine Inschrift mit Hinweis auf eine der Legende nach ehemals dort befindliche keltische Druidenschule anbringen. 1826–28 wurden die Eingangsbereiche der Höhle dementsprechend stark verändert. 1882 wurde Familie Gruber Eigentümerin der Höhle.
Der Name Schulerloch wird von manchen auf die Druidenschule und von anderen auf das altbairische Wort Schuller für Räuber zurückgeführt. Davon erzählt auch eine Sage von einem gotteslästerlichen Räuber, der dort mitsamt seinem Hund zur Strafe zu Stein geworden sein soll. Eine andere Sage berichtet von Schulkindern, die von einem bösen Geist dorthin gelockt und niemals wieder gesehen wurden.
Der heutige Eingang liegt 402,5 m über dem Meeresspiegel und 58,5 m über dem mittleren Wasserstand der Altmühl im westlichen Hang der Einmündung zur Ritzelschlucht. In der Nähe sind weitere mittelpaläolithische Fundorte bekannt, wie die Klausenhöhle, die Sesselfelsgrotte, die Obernederhöhle oder das Abri I am Schulerloch. Diese Fundlandschaft entstand in einem für die Jagd günstigen Gebiet.
Vor 40.000 bis 60.000 Jahren haben dort Neandertaler saisonal gelebt. Gesichert ist zudem, dass sich dort sowohl in der Jungsteinzeit als auch in der Bronzezeit Menschen aufgehalten haben. Zahlreiche Fundstücke stammen aus dem Mittelpaläolithikum, dem Micoquien, bzw. sind den Keilmessergruppen zuzuordnen.
Zwei Laien, der Zahnarzt Dr. Schupp aus München und der Kelheimer Justizinspektor Alexander Oberneder machten die Prähistorische Staatssammlung München (2000 umbenannt in Archäologische Staatssammlung) auf das Schulerloch aufmerksam. Zahlreiche Silices kamen bei der Grabung Ferdinand Birkners 1915 zutage, der im Bereich zwischen Eingangstreppe und „Tempelraum“ Untersuchungen durchführte und der heute als „Wohnstätte“ bezeichnet. Sie werden heute in der Archäologischen Staatssammlung München aufbewahrt. Oberneder war auf der Suche nach bronzezeitlichen Funden und er arbeitete mit den Behörden zusammen, Schupp hingegen erhielt Grabungsverbot. Typisch für das Schulerlochinventar waren für Birkner Fundstücke mit bifazialen Retuschen, „Keilchen“, verschiedene Schaberformen, einige Kratzer, retuschierte Klingen, von denen einige lediglich unregelmäßige Kantenmodifikationen trugen, sowie „Kleinformen“, worunter sich zum Teil auch irregulär veränderte Formen befinden. Im Gegensatz zu Birkner untersuchte Max Schlosser auch die Fauna, die sich sehr wohl in Schichten aufgliedern ließ. Julius Andree wies der Höhle sogar eine eigene Leitform zu, die er als „Handspitzenkultur“ bezeichnete. Er datierte die Funde „in die zweite Hälfte und das Ende des 1. Vorstoßes der letzten Eiszeit“.
Erst durch Lothar Zotz änderte sich die Deutung 1951 grundlegend, der beklagte, die „Kulturinhalte“ seinen nicht nach Straten (Ausgrabungsschichten) getrennt worden. Obwohl Birkner die Schichtenfolge nicht zur Gliederung des Fundgutes verwendet hatte, wurde diese von Zotz zu diesem Zweck herangezogen, eine Methodik, der andere folgten, wobei man sich allein auf typologische Überlegungen stützte.
1982 wurde in der Archäologischen Staatssammlung München eine Kiste mit mehr als 900 Silexartefakten aus dem Großen Schulerloch entdeckt, was weitere typologische Vergleichsuntersuchungen hervorrief.
Die Fundüberlieferung ist dabei unklar, die Zusammengehörigkeit des Materials ließ sich nur teilweise klären, ebenso wie darin enthaltene archäologische Einheiten.
200 Meter westlich vom Großen Schulerloch liegt das Kleine Schulerloch mit einer prähistorischen Felsritzung eines Steinbocks oder Rentiers. Das Motiv wurde von dem Justizinspektor Alexander Oberneder aus Kelheim und dem Präparator Oskar Rieger im Jahre 1937 entdeckt. Das Kleine Schulerloch ist durch ein Tor verschlossen und für Besucher nicht zugänglich.